# جسر كوريجان
جسر كوريجان (بالفارسية: پل کوریجان) هو جسر تاريخي يعود إلى عصر السلالة الصفوية، ويقع في كبودرأهنغ.